# Franklin Sherman Elementary School
Die Franklin Sherman Elementary School ist eine Grundschule in McLean im Fairfax County im Norden des Bundesstaates Virginia. Sie bietet Unterricht von der Vorschule bis zur sechsten Klasse an.

## Geschichte
Die Schule wurde 1914 als erste öffentliche Grundschule im County eröffnet. 1952 wurde das heutige Schulgebäude eingeweiht. 1954 wurden die ersten Schüler in den Vereinigten Staaten hier gegen Polio geimpft. Wie andere Schulen im Schulbezirk des Fairfax County während der Rassentrennung war auch diese Schule segregiert. Erst einige Jahre nach der Entscheidung Brown v. Board of Education (1954) hob 1959 der Schulbezirk diese Trennung auf. Während der COVID-19-Pandemie in den Vereinigten Staaten begann 2021 First Lady Jill Biden an dieser Schule eine Aufklärungskampagne für die COVID-19-Impfung von Schülern.